# Eckenweiler
Eckenweiler est un quartier de la ville de Rottenburg am Neckar, situé en République fédérale d'Allemagne dans le Land du Bade-Wurtemberg, dans l'arrondissement de Tübingen.

## Géographie
Le quartier d'Eckenweiler est situé à treize kilomètres à l'ouest de Rottenburg, quatorze kilomètres au sud-est de Nagold et douze kilomètres au nord-est de Horb am Neckar. Il est situé à une altitude de 440 à 510 mètres. Le plateau sur lequel Eckenweiler est situé s'appelle « Strohgäu ».

### Expansion
Le territoire communal d'Eckenweiler s'étend sur 198 hectares, dont 73,5 % sont consacrés à l'agriculture, 12 % à la sylviculture, 13,3 % constituent des zones d'habitations et 0,5 % un plan d'eau.

## Population
Au 31 janvier 2008, Eckenweiler avait une population de 514 habitants (densité de population de 260 hab./km2).

### Religions
Eckenweiler est le seul faubourg de Rottenburg où la majorité de la population est évangélique. Eckenweiler ne faisait pas partie du comté de Hohenberg, afin qu'il ne fasse jamais partie de l'Autriche antérieure. Eckenweiler appartenait au duché de Wurtemberg, où le duc Ulrich de Wurtemberg entama la réforme protestante en 1534.   